# 5. U-Flottille
Die 5. U-Flottille (5. Unterseebootflottille) war ein militärischer Verband der deutschen Kriegsmarine. Zunächst als Frontflottille Emsmann gegründet, handelte sich bei dieser in Kiel stationierten Flottille ab 1941 um eine reine Ausbildungsflottille.

## Geschichte
Die 5. U-Flottille wurde am 1. Dezember 1938 in Kiel als Frontflottille unter dem Namen Flottille Emsmann aufgestellt. Dieser Name ging auf den U-Bootkommandanten Oberleutnant zur See Hans Joachim Emsmann (1892–1918) zurück. Die Flottille Emsmann ging Anfang Januar 1940 im Zuge der Neugliederung der deutschen U-Boot-Waffe in der neugegründeten 1. U-Flottille auf. Im Juni 1941 wurde die 5. U-Flottille als Ausbildungsflottille neugegründet. Im Laufe ihres Bestehens  waren diesem Verband insgesamt 340 U-Boote – im Wesentlichen als Ausbildungsboote – unterstellt. Damit war die 5. U-Flottille wahrscheinlich nominell die stärkste der deutschen U-Flottillen.

## Schiffe der 5. U-Flottille
Zudem unterstanden der 5. U-Flottille auch einige Überwasserschiffe, die als Ziel-, Begleit- und Wohnschiffe eingesetzt wurden:
- Zielschiff Ammerland
- U-Bootbegleitschiff Lech
- U-Tender Memel
- Beischiffe  Sierra Cordoba und St. Louis

## Flottillenchefs
Die 5. U-Flottille war dem F.d.U. Ost unterstellt. Im Laufe ihres Bestehens wurde sie von zwei Flottillenchefs kommandiert:
- 1. Dezember 1938 bis 31. Dezember 1939 Korvettenkapitän Hans-Rudolf Rösing
- 16. Juni 1941 bis 8. Mai 1945 Korvettenkapitän Karl-Heinz Moehle

Vom 21. September 1942 bis zum 8. November 1942 kommandierte Korvettenkapitän Hans Pauckstadt die 5. U-Flottille in Vertretung Möhles. Vom 16. September 1943 bis zum 17. Oktober 1943 war Korvettenkapitän Jost Metzler Flottillenchef in Vertretung.